# درام پزشکی

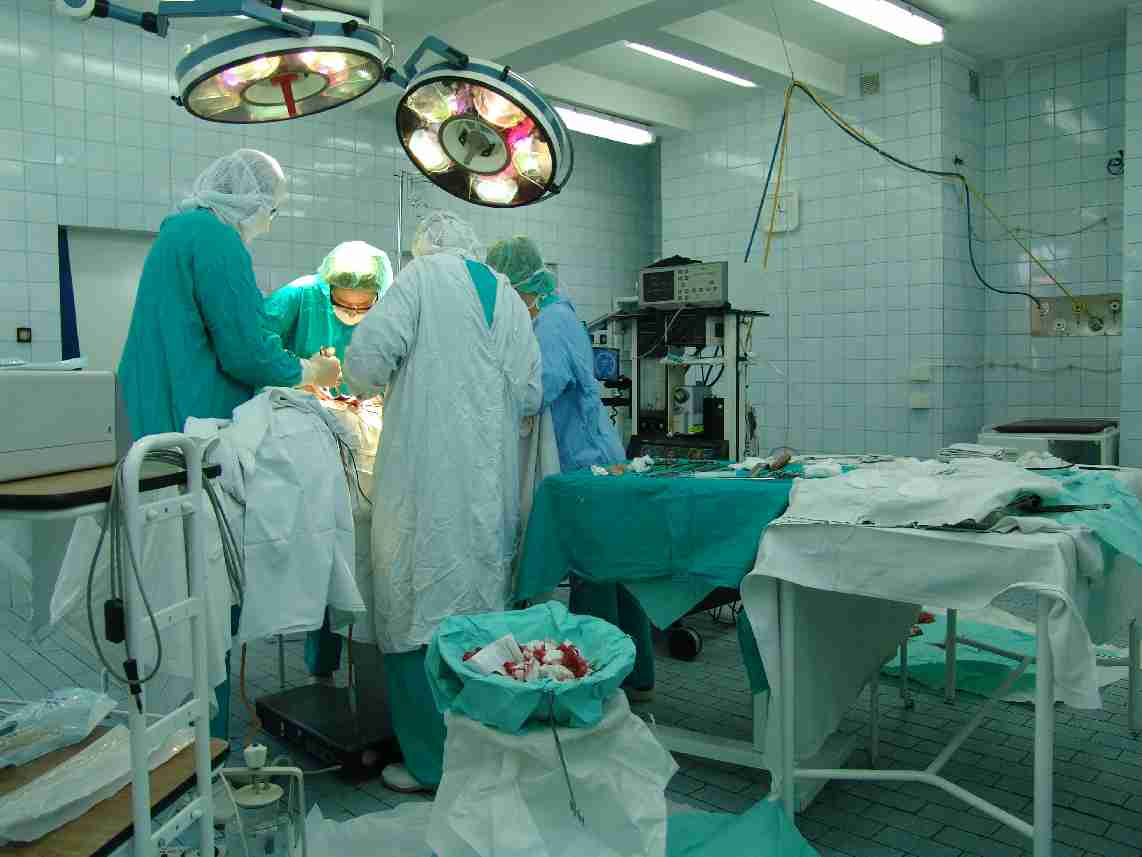
اتفاقات درام پزشکی معمولا در بیمارستان یا اورژانس رخ می‌

درام پزشکی (به انگلیسی: medical drama) نوعی درام تلویزیونی است که بیشتر اتفاقات آن مجموعهٔ تلویزیونی در بیمارستان، درمانگاه یا اورژانس رخ می‌دهد.

## مجموعه‌های تلویزیونی
- بخش قلب
- پزشک دهکده
- دکتر خوب
- فریژر
- بخش فوریت‌های پزشکی
- بکر
- دکتر هاوس
- آناتومی گرِی
- درمانگاه خصوصی
- هارت آو دیکسی
- پرستاران
- شیفت شب
- بیمارستان چونا
- نجات: عملیات ویژه
- دکتر خوب